# 数字签名算法
数字签名算法（DSA）是用于数字签名的联邦信息处理标准之一，基于模算数和离散对数的复杂度。DSA是Schnorr和ElGamal签名方案的变体。
美国國家標準技術研究所（NIST）于1991年提出将DSA用于其数字签名标准（DSS），并于1994年将其作为FIPS 186采用。[2]已对初始规范进行了四次修订。DSA已获得专利，但NIST已将此专利在全球范围内買斷式授權。
DSA的椭圆曲线密码学版本是ECDSA。

## 概述
DSA算法工作在框架公钥加密、模算数和离散对数问题，这被认为是难解问题。该算法使用由公钥和私钥组成的密钥对。私钥用于生成消息的数字签名，并且可以通过使用签名者的相应公钥来验证这种签名。数字签名提供信息鉴定（接收者可以验证消息的来源），完整性（接收方可以验证消息自签名以来未被修改）和不可否认性（发送方不能错误地声称它们没有签署消息）。

## 操作
DSA 演算法包含了四種操作：金鑰生成、金鑰分發、簽章、驗證

### 金鑰生成
金鑰生成包含兩個階段。第一階段是演算法參數的選擇，可以在系統的不同使用者之間共享，而第二階段則為每個使用者計算獨立的金鑰組合。

#### 參數選擇
- 選擇經核可的 密碼雜湊函式 {\displaystyle H}，在原版的 DSS（Digital Signature Standard）中，{\displaystyle H} 總是使用 SHA-1，而目前的 DSS 已核可更為安全的 SHA-2 作為雜湊函式。[1][2] 假如長度 {\displaystyle |H|} 大於模數長度 {\displaystyle N}，則雜湊函式的輸出只有最左邊的 {\displaystyle N} 位元會被使用。
- 選擇金鑰長度 {\displaystyle L}，原版的 DSS 限制 {\displaystyle L} 必須為 512 到 1024 之間 64 的倍數，NIST 800-57 建議使用長度為 2048 的金鑰。[3]
- 選擇模數長度 {\displaystyle N} 使得 {\displaystyle N<L} 且 {\displaystyle N\leq |H|}，FIPS 186-4 規定 {\displaystyle (L,N)} 必須為 (1024, 160)、(2048, 224)、(2048, 256) 或 (3072, 256) 其中一種。[1]
- 選擇長度為 {\displaystyle N} 位元的質數 {\displaystyle q}。
- 選擇長度為 {\displaystyle L} 位元的質數 {\displaystyle p} 使得 {\displaystyle p-1} 為 {\displaystyle q} 的倍數。
- 從 {\displaystyle \{2\ldots p-2\}} 隨機選擇 {\displaystyle h}。
- 計算 {\displaystyle g:=h^{(p-1)/q}\mod p}，當 {\displaystyle g=1} 時需要重新產生不同的 {\displaystyle h}，通常會使用 {\displaystyle h=2}，即使數值很大時仍然可以非常有效率的計算這個 模幂。

演算法參數為 ({\displaystyle p}, {\displaystyle q}, {\displaystyle g})，可被不同的使用者共享。

#### 使用者金鑰
給定一套演算法參數後，第二階段會為每位使用者計算獨立金鑰組合：
- 從 {\displaystyle \{1\ldots q-1\}} 選擇隨機整數 {\displaystyle x}
- 計算 {\displaystyle y:=g^{x}\mod p}

其中 {\displaystyle x} 是私鑰、{\displaystyle y} 是公鑰。

### 金鑰分發
簽章者需要透過可信任的管道發佈公鑰 {\displaystyle y}，並且安全地保護 {\displaystyle x} 不被其他人知道。

### 簽章流程
訊息 {\displaystyle m} 簽名流程如下：
- 從 {\displaystyle \{1\ldots q-1\}} 隨機選擇整數 {\displaystyle k}
- 計算 {\displaystyle r:=\left(g^{k}{\bmod {\,}}p\right){\bmod {\,}}q}，當出現 {\displaystyle r=0} 狀況時重新選擇隨機數 {\displaystyle k}
- 計算 {\displaystyle s:=\left(k^{-1}\left(H(m)+xr\right)\right){\bmod {\,}}q}，當出現 {\displaystyle s=0} 狀況時重新選擇隨機數 {\displaystyle k}

簽章為 {\displaystyle (r,s)} 組合
計算 {\displaystyle k} 和 {\displaystyle r} 旨在為不同訊息建立獨立的金鑰，計算 {\displaystyle r} 的模幂是這個演算法中最耗資源的部分，但這可在不知道訊息的前提下進行計算。
第二耗運算資源的部分是計算 {\displaystyle k^{-1}{\bmod {\,}}q} 模反元素，同樣也能在不知道訊息的前提下進行計算，這可以用擴展歐幾里得演算法或費馬小定理 {\displaystyle k^{q-2}{\bmod {\,}}q} 求得。

### 驗證簽章
透過以下步驟可以驗證 {\displaystyle \left(r,s\right)} 是訊息 {\displaystyle m} 的有效簽章：
- 驗證 {\displaystyle 0<r<q} 且 {\displaystyle 0<s<q}
- 計算 {\displaystyle w:=s^{-1}{\bmod {\,}}q}
- 計算 {\displaystyle u_{1}:=H(m)\cdot w\,{\bmod {\,}}q}
- 計算 {\displaystyle u_{2}:=r\cdot w\,{\bmod {\,}}q}
- 計算 {\displaystyle v:=\left(g^{u_{1}}y^{u_{2}}{\bmod {\,}}p\right){\bmod {\,}}q}

只有在 {\displaystyle v=r} 時代表簽章是有效的

## 實作
下列密碼學函式庫有提供 DSA 的支援：
- OpenSSL
- GnuTLS
- wolfCrypt
- Crypto++
- cryptlib（英语：cryptlib）
- Botan（英语：Botan (programming library)）
- Bouncy Castle（英语：Bouncy Castle (cryptography)）
- libgcrypt（英语：libgcrypt）
- Nettle（英语：Nettle (cryptographic library)）